# 高嶋博美
高嶋博美（たかしま ひろみ、12月26日 - ），日本漫畫家。北海道出身。另一個筆名是。

## 作品列表

### 連載作品
- （幻冬舎〈Comic Birz〉持續連載中）
- 加瀨同學系列（加瀬さんシリーズ）（新書館〈Hirari、〉→〈Wings〉〈FLASH Wings〉持續連載中）

### 已完結作品
- 南京ぐれ子名義
  - 花情戀意（恋のように花のように）（芳文社） 全1卷（東立出版社代理）
  - （芳文社） 全1卷 未代理
  - 東京紅羅針（東京紅羅針）（角川書店） 全1卷（東立出版社代理）
  - DROPS夜果子（DROPS）（幻冬舎） 全3卷（長鴻出版社代理）
  - （角川書店、ごとうしのぶ原作） 全1卷 未代理
  - QP天使（QP・エンジェル）（史克威爾艾尼克斯〈月刊Stencil〉） 全3卷（東立出版社代理）
  - 不及格英雄（あかてん☆ヒーロー!）（幻冬舎〈Comic Birz〉） 全3卷（長鴻出版社代理）
  - 吸血鬼動物家族（あにふぁみ!）（一迅社〈Comic ZERO-SUM〉） 全2卷（長鴻出版社代理）
  - GOD ANIMAL神獸（ゴットアニマル）（一迅社〈Comic ZERO-SUM〉） 全1卷（長鴻出版社代理）
  - （講談社Web Magazine〈MiChao!〉進行連載、單行本未收錄）未代理

- 高嶋博美名義
  - 戀人未滿（未満れんあい）（雙葉社〈Comic High!〉） 全5卷（長鴻出版社代理）
  - 妹妹也可以（[1]）（芳文社〈Manga Time Lovely〉→〈Manga Time Special〉） 全1巻、未收錄部分改為同人誌上刊行 - 2008年12月號以南京ぐれ子名義、2009年6月號轉刊連載。共1卷（東立出版社代理）
  - TWIN BIRD黑鳥印記（ツインバード）（新書館〈Wings〉） 全1卷（東立出版社代理）
  - 放學後的搞笑社（放課後おわらいぶ）（雙葉社〈Comic High!〉） 全2卷（長鴻出版社代理）
  - （新書館〈Wings〉） 全1卷 未代理
  - 　(パルソラ、著：南部くまこ）全8卷 未代理　※此為電子書

### 插畫
- Slow Start（動畫第3話End Card）

## 外部連結
- （日語）http://talent.yahoo.co.jp/pf/detail/pp256586 （页面存档备份，存于）
- （日語）http://comichigh.jp/sp_hiromi10.html （页面存档备份，存于）